# 바비핀스
바비핀스는 대한민국의 인디 록밴드이다. 2017년 싱글 앨범 [듣기만 하세요]로 데뷔했다.

## 방송
- M-net 그레이트 서울 인베이전 (2022) - Top45
- tvN 좋은가요 [밥이 필수]라는 팀명으로 참가

## 주요 공연
- MU:CON 2019 (2019)
- Canada Indie Week 2019 (2019)
- MU:CON 2021 (2021)
- KB Pay X 인천펜타포트락페스티벌 2022 (2022)
- 2022 우리 음악인 축제 (2022)
- 2023 경록절 마포 르네상스 (2023)
- 2023 전주 얼티밋 뮤직 페스티벌 (2023)
- 2023 렛츠락 페스티벌 (2023)

## 수상
- 충남음악창작소 아이엠 어 뮤지션 금상 (2017)